# Shanagolden
Shanagolden (iriska: Seanghualainn) är en ort i republiken Irland.   Den ligger i grevskapet County Limerick och provinsen Munster, i den centrala delen av landet, 210 km väster om huvudstaden Dublin. Shanagolden ligger 34 meter över havet och antalet invånare är 294.
Terrängen runt Shanagolden är lite kuperad. Runt Shanagolden är det glesbefolkat, med 20 invånare per kvadratkilometer. Närmaste större samhälle är Newcastle West, 14,0 km söder om Shanagolden. Trakten runt Shanagolden består i huvudsak av gräsmarker.